# Tarnawa Górna (województwo małopolskie)

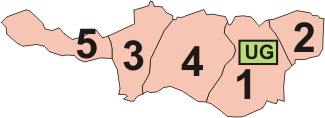
Tarnawa Górna (5.) na planie gminy Zembrzyce

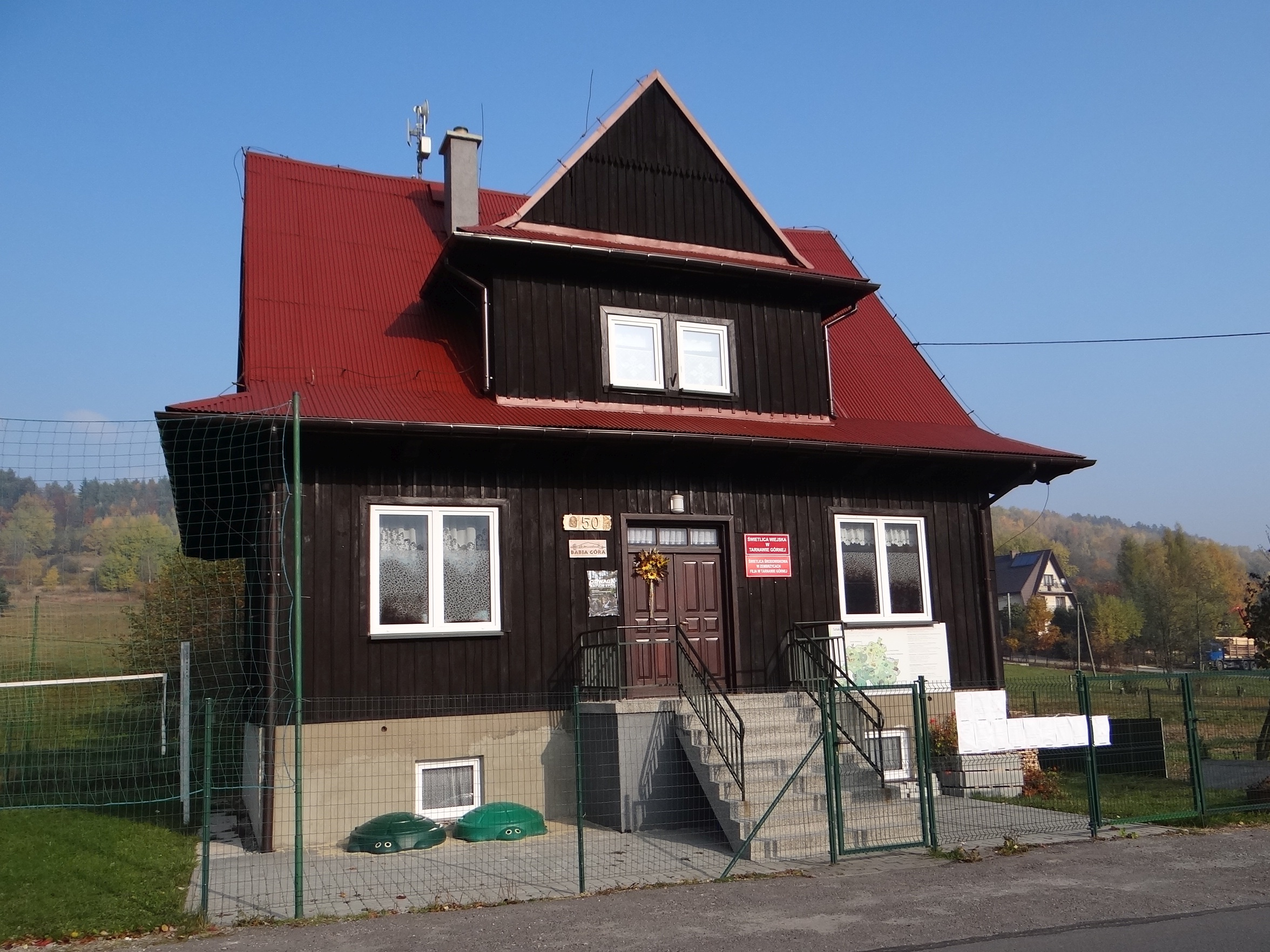
Świetlica

Tarnawa Górna – wieś w Polsce, położona w województwie małopolskim, w powiecie suskim, w gminie Zembrzyce.
Do 1975 r. należała do woj. krakowskiego.
W latach 1975–1998 wieś położona była w województwie bielskim.

## Położenie
Miejscowość znajduje się w Beskidzie Małym, w górnej części doliny potoku Tarnawka. Zabudowania i pola Tarnawy Górnej znajdują się na dnie doliny tego potoku, oraz na otaczających ją wzniesieniach Beskidu Małego. Po północnej stronie są to stoki Harańczykowej Góry i Bielówki, po południowej Grupy Żurawnicy i Królicza Góra.

## Integralne części wsi
| SIMC    | Nazwa      | Rodzaj    |
| ------- | ---------- | --------- |
| 0079071 | Makówka    | część wsi |
| 0079088 | Mikołajki  | część wsi |
| 0079094 | Pagaczówka | część wsi |
| 0079102 | Płonkówka  | część wsi |
| 0079119 | Putyrówka  | część wsi |
| 0079125 | U Janów    | część wsi |
| 0079131 | Zadorówka  | część wsi |

## Opis wsi
Wieś została założona na początku XVII w.  w ramach akcji osiedleńczej, prowadzonej pod Leskowcem przez Komorowskich z Suchej, jako typowy zarębek wołoski. W dokumentach osada ta występowała pod nazwą Redz lub Rec.
Wysokość 490 metrów n.p.m.
Wierni kościoła rzymskokatolickiego należą do dwóch parafii:
- Parafii Matki Bożej Nieustającej Pomocy w Krzeszowie w gminie Stryszawa; oddalonej 3 km od Tarnawy Górnej,
- Parafii Matki Bożej Częstochowskiej w Śleszowicach. w gminie Zembrzyce.